# Тонкочеревець чорний
Тонкочеревець чорний (Sympetrum danae) — вид бабок родини справжніх бабок (Libellulidae).

## Поширення
Вид поширений у Північній та Центральній Європі, Середній та Північній Азії, в Північній Америці. В Україні в північних областях звичайний вид, але трапляється в невеликій кількості. У південному напрямку його чисельність скорочується, але в передгір'ях Карпат його чисельність знову зростає. У Причорноморській низовині (крім Одеської області) і в Криму не виявлений.

## Опис
Довжина бабки 29-34 мм, черевце 18-26 мм, заднє крило 20-30 мм. Тіло у дорослих самців часто стає цілком чорним, молоді мають жовте забарвлення. Тіло самиці жовто-буре, з чорною смужкою уздовж боків. Задній край передньогрудки має великий, майже вертикальний виступ, що несе на собі бахрому з довгих волосків. Чорні смужки, що оточують 3 жовті плями і на бічних швах зливаються в одну дуже широку смугу. Нижня сторона і боки грудей чорного кольору, з жовтими плямами і смугами. Ноги часто з чорними смужками або повністю чорні. Гомілки чорні. Нижня губа посередині чорна і жовта з боків.